# Niedźwiedź kamczacki
Niedźwiedź kamczacki, niedźwiedź brunatny kamczacki  (Ursus arctos beringianus) – podgatunek niedźwiedzia brunatnego, drapieżnego ssaka z rodziny niedźwiedziowatych (Ursidae), żyjący na półwyspie Kamczatka, w dystrykcie Anadyrskim, na Wyspie Karagińskiej, na Wyspach Kurylskich i na zachodnim pasie wybrzeża Morza Ochockiego aż po Pasmo Stanowe i Wyspy Szantarskie. Poza Rosją występuje na Wyspie Św. Wawrzyńca. 
Jest blisko spokrewniony z amerykańskimi podgatunkami: grizli i niedźwiedziem kodiackim (Ursus arctos middendorffi); podejrzewa się, że niedźwiedź kamczacki jest przodkiem drugiego z nich.     
Jest to duży podgatunek niedźwiedzia brunatnego, największy w Eurazji, rozmiarami ustępujący jedynie kodiakowi. Osiąga 2,4–3 m długości w pozycji stojącej i masę ciała powyżej 650 kg.